# Baltimorova klasifikace

Pohyb genetické informace při replikaci virů v různých třídách Baltimorovy klasifikace.

Baltimorova klasifikace virů je založena na syntéze mRNA.

Baltimorova klasifikace (někdy zapisované jako Baltimoreova) je systém klasifikace virů podle typu genetického materiálu, který je obsažen ve virových částicích. Byla poprvé navržena v roce 1971 Davidem Baltimorem, pozdějším nositelem Nobelovy ceny za fyziologii a medicínu. Jedná se o jednoduchou a běžně používanou alternativu k systému ICTV, který člení viry podle více hledisek. V původním návrhu Davida Baltimora bylo šest skupin virů (I.-VI.) – dnes se do sedmé skupiny vyčlenil později objevená skupina hepadnavirů s unikátně stavěným genomem. Systém umožňuje zjednodušit si nesmírně komplikované a rozmanité typy životních cyklů, jimiž viry oplývají.

## Systém
Popisky především dle Baltimore (1971) a virology.net
- Třída I. (dsDNA viry) – např. Adenoviridae, Baculoviridae, Herpesviridae, Papillomaviridae, Polyomaviridae (dříve Papovaviridae), Poxviridae

Jsou to dvouvláknové DNA viry, které (podobně jako buňky) nejdříve nechávají svou genetickou informaci přepsat do RNA (vlastně obdoba mRNA); replikace genomu však probíhá přímo z DNA předlohy.
- Třída II. (ssDNA viry) – např. Parvoviridae, Microviridae, Inoviridae

Jsou to DNA viry s jednovláknovým genomem, které se replikují metodou valivé kružnice; vzniklá dsDNA slouží jako templát pro syntézu mRNA.
- Třída III. (dsRNA viry) – např. Reoviridae, Totiviridae

Jsou to viry s dvouvláknovým RNA genomem. Ten se následně přepisuje do mRNA (pomocí RNA-dep. RNA polymerázy)
- Třída IV. (ssRNA viry s pozitivní polaritou) – např. Caliciviridae, Coronaviridae, Flaviviridae, Picornaviridae, Togaviridae

Jsou to jednovláknové RNA viry, jejichž mRNA je totožná (má stejnou polaritu), jako genom. Tato mRNA je sama o sobě infekční.
- Třída V. (ssRNA viry s negativní polaritou) – např. Filoviridae, Paramyxoviridae, Rhabdoviridae, Arenaviridae, Orthomyxoviridae:

Jsou to jednovláknové RNA viry, jejichž mRNA má opačnou polaritu, než genom (tzn. mRNA je komplementární ke genomu).
- Třída VI. (ssRNA viry s reverzní transkriptázou) – Retroviridae

Jsou to viry, jejichž genom je tvořen jednovláknovou RNA, ale jejich životní cyklus běží přes DNA fázi. Umožňuje jim to RNA-dependentní DNA polymeráza, tzv. reverzní transkriptáza.
- Třída VII. (dsDNA viry s reverzní transkriptázou) – např. Hepadnaviridae

Jsou to viry, jejichž genom je tvořen především dvouvláknovou DNA (ač části mohou být jednovláknové), která se nejprve přepisuje do RNA a následně dochází k její reverzní transkripci zas do DNA.